# マグネトスピリルム属
マグネトスピリルム属（ーぞく、Magnetospirillum）はグラム陰性の非芽胞形成微好気性らせん菌。マグネトソームと呼ばれる磁性を持つ顆粒と極鞭毛を持ち運動性を示す。名称はラテン語の磁石(magneto)とらせん(spira)に因む。基準種はマグネトスピリルム・グリフィスワルデンス。
かつてはアクアスピリルム属に分類されていた。本属の細菌に特有のマグネトソームは四酸化三鉄ないし四硫化三鉄からなる顆粒で、いくつかつながった形で細胞内に存在し、運動方向を決定する。